# Qareh Pāpāq
Qareh Pāpāq (persiska: قَرَه پاپاق, قره پاپاق, Qarah Pāpāq) är en ort i Iran.   Den ligger i provinsen Västazarbaijan, i den nordvästra delen av landet, 500 km väster om huvudstaden Teheran. Qareh Pāpāq ligger 1 275 meter över havet och antalet invånare är 334.
Terrängen runt Qareh Pāpāq är mycket platt.Runt Qareh Pāpāq är det tätbefolkat, med 319 invånare per kvadratkilometer. Närmaste större samhälle är Chahār Borj-e Qadīm, 12,5 km öster om Qareh Pāpāq. Trakten runt Qareh Pāpāq består till största delen av jordbruksmark.